# Szob–Nagybörzsöny erdei vasút
A Szob–Nagybörzsöny erdei vasút, azaz a 318-as vasútvonal a Börzsönyi-peremhegységet átszelő kisvasút, Szob és Nagybörzsöny között. Az egyvágányú, nem villamosított, 760 mm nyomtávú vasút üzemelő Nagybörzsöny–Nagyirtás–Márianosztra–Szob szakasza 20,8 km hosszú. Jelenlegi formájában 2016-ban jött létre a Nagybörzsönyi Erdei Vasút és a Börzsöny Kisvasút (korábban Szobi Gazdasági Vasút) összekötésével, de az 1920-as évektől 1975-ig is egységes hálózatként működött. A vonal Kisirtás–Nagyirtás szakasza ipartörténeti műemlék, Magyarország egyetlen megmaradt csúcsfordítós üzemű vasútvonala. A kisvasút végig erdőben vezet.
A vonal üzemeltetői háttere összetettebb, ugyan a kisvasút maga egy pályán üzemel, ám különböző szakaszoknak különböző üzemeltetői vannak, akik egymásnak még a tarifáit sem fogadják el, teljesen más árak érvényesek rajtuk. A teljes vonal végigutazásához egyszer át kell szállni Nagyirtás megállóhelyen; az utazást a menetrendek összehangolásával segítik. Üzemeltetők a Börzsöny Kisvasút Nkft. (Szob–Márianosztra), a Börzsöny 2020 Kft. (Márianosztra–Nagyirtás) és a Nagybörzsönyi Erdei Kisvasút Nkft. (Nagyirtás–Nagybörzsöny). Menetrend szerint március 15. és november első hétvégéje között, szabad- és munkaszüneti napokon, illetve a nyári időszakban péntektől vasárnapig közlekedik.
Kisvasúti nap: október első szombatja.

## Történelem

### Az erdei iparvasutak kiépülése
A hálózattal eredetileg az esztergomi érsekség erdőbirtokait tárták fel.  1908-ban kezdték a 13,5 km-es Ipolypásztó–Börzsönyirtás vonal fektetését (egy további 2,3 km-es szárnyvonallal az Ökrészkert-Seitelvölgy és egy 1,2 km-es szárnyvonallal a Templomrét irányában), 600 mm nyomtávolsággal, és mindössze 5,25 kg/fm-es sínszálakkal.  Börzsönyirtáson (ami a mai Kisirtáspuszta) rendezték be a fatelepet, ahol az erdőkből a kitermelt fákat vasúti szállításra előkészítették, majd lejtmenetben a gravitáció segítségével fékkel szabályozva (visszirányban pedig lóvontatással) Ipolypásztóra továbbították, és ott rakodták át nagyvasútra (a Csata–Balassagyarmat vasútvonalra).  1909-ben épült meg a Nagybörzsöny belterületén (az akkori vonal 89+0 szelvényénél) kiágazó Magyarhegy-völgyi szárnyvonal.  Ez utóbbi a Börzsöny-patak mentén, 4 km hosszban vezetett a „Deszkamalom”-ig, a községi kőbányából és az ottani erdőkből kitermelt anyagok leszállítására; ezt a szárnyvonalat 1922-ben elbontották.  Kisirtásról a Kollárvölgy felé is épült egy 2,1 km hosszú, 600 mm-es nyomtávú, ideiglenes, ló vontatású közelítő vonal (1911-ben, majd 1922-ben ismételten).

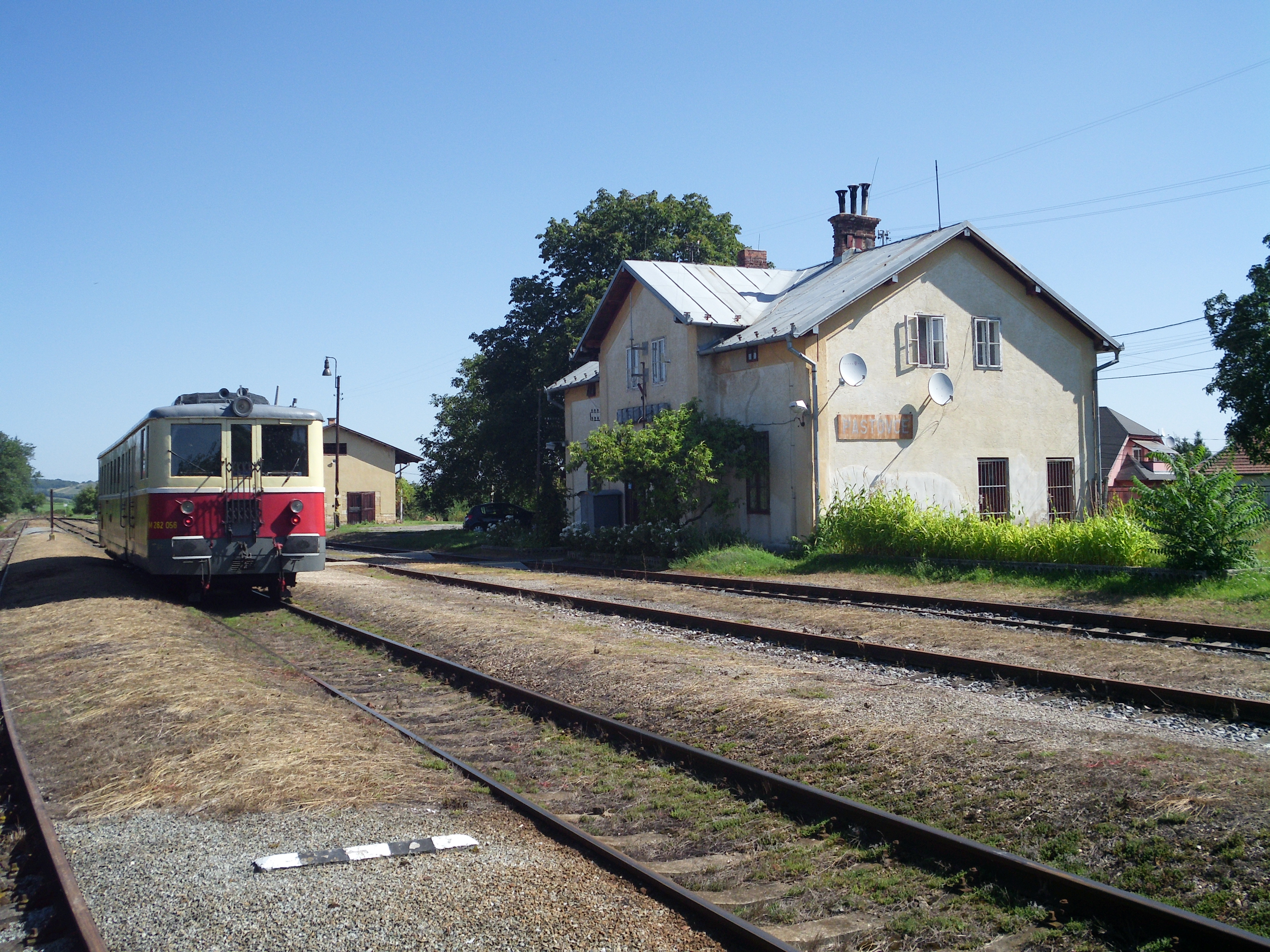
Ipolypásztó vasútállomása, ma Szlovákia

Szobi irányból a tervezés már másfél évtizeddel korábban megtörtént, de építeni csak a nagybörzsönyi szakasszal egyidőben kezdték a vasutat.  A kereskedelemügyi miniszter 1893.05.21-én kelt 29.668/1893. számú rendeletével egy évre előmunkálati engedélyt adott a Luczenbacher Pál Utódai nevű cégnek a Magyar Királyi Államvasutak Szob állomásától kiinduló és Márianosztráig vezető, helyi érdekű, egyvágányú, 760 mm-es nyomtávolságú vasút megépítésére.  Szárnyvonalának, a Szob–Duna-parti iparvasútnak a tervezete és műszaki leírása 1893. december 8-i dátumú.  E két vasútvonal terveit a Gregersen G. és Fiai Építő Vállalat készítette el.  A Márianosztra felé vezető szakaszt 1908-ban kezdték építeni és 1910-ben adták át a forgalomnak, de már nem az eredeti, helyi érdekű vasúti tervek szerint, hanem iparvasútként, a Luczenbacher család kőbányáiban kitermelt andezit és dácit kőanyag leszállítására a szobi MÁV állomáshoz és a Duna-parti hajórakodóhoz.  Két fővonal készült el: a 4 km hosszú Szob–Feketebánya, valamint az ebből a Dolinka-kitérőnél kiágazó 5,3 km hosszú, Csák-hegyre vezető, mely utóbbi a nagy szintkülönbséget két hajtűkanyarral küzdötte le.  A Duna-parti szakasz is megépült, üzembehelyezési engedélyét 1912. január 31-én adták ki.  A nagy tömegű szerelvényeket gőzmozdonyok vontatták.  Az Ipoly partján, a szobi állomás mellett épült meg az iparvasút vontatási telephelye négy épülettel: mozdonyszínnel, szénraktárral, irodával és vasúti laktanyával.  E vontatási telepről iparvágányok vezettek a MÁV rakodóhoz és a zúzóműhöz, utóbbinál a keskeny nyomközű vágányok a nagyvasúti vágányokkal fonódtak.  1917-ben a Luczenbacher Pál Utódai vállalat eladta a kőbányáit az iparvasúttal együtt, az új tulajdonosok létrehozták a Szobi Kőbánya Rt.-t, és az államosításig ők üzemeltették tovább.
| tartózkodás               | gyártó             | gyártás éve | beszerző              | sorozat | gyári szám | GVI pályaszám | helyi név    |
| ------------------------- | ------------------ | ----------- | --------------------- | ------- | ---------- | ------------- | ------------ |
| 1908.08.18. – 1962.03.02. | MÁV Gépgyár        | 1908.       | Luczenbacher vállalat | 78/1    | 2192       | 398,065       | SZOB 1       |
| 1908.08.29. – 1962.03.02. | MÁV Gépgyár        | 1908.       | Luczenbacher vállalat | 78/1    | 2160       | 398,066       | SZOB 2       |
| 1909.06.28. – 1956.04.18. | Orenstein & Koppel | 1903.       | Luczenbacher vállalat |         | 1068       | 290,072       | MUKI         |
| 1912 után – 1917.08.21.   | Krauss             | 1912.       | Luczenbacher vállalat |         | 3749       |               | SZOB 3       |
| 1924.01.02. – 1963.03.22. | MÁV Gépgyár        | 1923.       | Szobi Kőbánya Rt.     | 106/3   | 4751       | 394,064       | SZOB 3 BANDI |

1920-ban a trianoni békeszerződés miatt Ipolypásztó Csehszlovákia területére került.  Az ide vezető, eredetileg Wolfner S. fakitermelő cég által épített 600 mm-es nyomtávú vasútvonal és az ebből kiágazó Magyarhegy-völgyi szárnyvonal 1921-ben egy korábbi szerződés alapján az esztergomi érsekség Főerdőhivatalának tulajdona lett, azonban a szállításra (egyrészt az ipolypásztói csatlakozás bizonytalansága, másrészt a Nagybörzsönyön keresztülvezető szakasz vonalvezetése, harmadrészt az akkori pálya gyenge sínszálai miatt) más irányt kellett keresni.  Legközelebb Szobon volt lehetőség nagyvasúti feladásra és vízi szállításra, ezért 1922. június 22-én megbízási szerződést kötöttek Wiener Emil és Weisz Mihály (Budapest, VI. Andrássy út 83.) mérnökökkel a Szobi Kőbánya Rt. vasútjának márianosztrai Feketebányánál lévő végpontjából kiinduló, Márianosztra érintésével a Bezina-patak mentén Hármashídig vezető, 760 mm-es nyomtávú, gőzüzemű erdei vasút teljes al- és felépítményi munkálataira.  1923. május 25-re a pálya elkészült és megtörtént a műtanrendőri átadása.  1923. augusztus 13-án újabb megbízási szerződés született a két mérnök és az esztergomi érsekség között, a Hármashíd–Kisirtáspuszta vonalszakasz munkálatainak elvégzésére.  Ez a vonal végül több szakaszban készült el: 1925 májusára Kisirtáspusztától csak a Nagyirtáspuszta alatti „Kanászgödörig” (ma: „Vetett fű” megálló) épült meg; innen egy ideiglenes munkapályán facsúsztatóhoz szállították a fát (ekkor csak tűzifát), és ezen csúsztatták azt le Hármashídhoz. 1925. november 11-én kötött szerződést az érsekség Baumhorn Jánossal (Budapest, V. Sas utca 3.) a Kanászgödör–Hármashíd összekötő vasúti szakasz megépítésére, ami nagyon gyorsan elkészült: műtanrendőri átadására 1925. december 23-án került sor, és ezzel létrejött 12,4 km hosszban a vasúti kapcsolat Kisirtáspuszta és a márianosztrai Feketebánya között, és így már Kisirtáspusztától vasúton tudták szállítani a fát egészen Szobig.
| tartózkodás               | gyártó                      | gyártás éve | beszerző            | sorozat | gyári szám | pályaszám | helyi név     |
| ------------------------- | --------------------------- | ----------- | ------------------- | ------- | ---------- | --------- | ------------- |
| 1923.03.14. – ???         | Stahlbahnwerke Freudenstein | 1905.       | Esztergomi érsekség |         | 243        |           | MUKI          |
| 1924.03.19. – 1929.04.04. | Orenstein & Koppel          | 1902.       | Esztergomi érsekség |         | 939        |           | „régi” VILLÁM |
| 1929.05.01. – 195?.       | MÁV Gépgyár                 | 1924.       | Esztergomi érsekség |         | 4866       | 357,404   | „új” VILLÁM   |

A szobi irányú építés közben a nagybörzsönyi irányt viszont bontják: 1922-ben az ipolypásztói vonal csehszlovák területre eső 2,1 km-es szakaszának bontását felajánlják a Wolfner cégnek, akiknek a felszedett szakasszal megegyező hosszúságú és méretű sínanyagot kell átadniuk cserében a kemencei vagy a bernecei völgyben.  A bontás jól halad: 1923-ban az érsekség jószágigazgatója a vasút építésekor kisajátított területek visszaadásáról rendelkezik a volt tulajdonosok számára; a vasútüzemi leltár szerint ekkor a 600 mm-es nyomtávú pályából Kisirtáspusztától Nagybörzsöny felé már csak egy 2,5 km-es szakasz maradt meg.  Ezt a maradék szakaszt 1926 áprilisában ismét használják: a Hegyes-hegy környékén kitermelést végző Mahrer cég ezen kívánja felszállítani a faanyagot az ekkorra már teljes hosszában elkészült, Kisirtáspusztáról Szob irányába induló, 760 mm-es nyomtávú gőzüzemű pálya kisirtáspusztai rakodójához, és ehhez a felszállításhoz az ideiglenes engedélyt a Mahrer azzal a feltétellel kapja meg, ha a használaton kívüli pályát és különösen annak hídjait kijavítja.
1927-ben ismét bővült a hálózat: az érsekség Kisirtáspusztáról a Hegyes-hegy oldalában a „Borjúdelelő”-ig vezető, 5 km hosszú, 760 mm-es nyomtávú, motorüzemű pályát építtetett.  Ideiglenes vonalnak épült, 12 év üzemidőre tervezték – aztán az 1950-es évek végéig, a tervezett időtartam kétszereséig üzemelt.  Nyomvonala ma is jól kivehető, a nagyobb sziklabevágások és a kisirtáspusztai kezdőponttól számított 11-es és 16-os szelvénynél épített két fatartós híd (későbbi írásokban: „Kammerhof-viadukt”) romjai könnyen fellelhetőek.
A brecskabányai (más leírásokban: Brjéska-bánya) szárnyvonal kétszer épült meg.  1941. október 18-án jött létre a Márianosztrai Kőbánya Kft. kő termelésére és forgalomba hozatalára a Márianosztrától északnyugatra lévő, Gyurik–Brecska nevű bányából.  A kőbánya 1942-ben már működött, az 1941-es katonai felmérésen a szobi iparvasúthoz vezető vágánya jelölve van.  1952-ben a Brecskabányában kitermelt kő leszállítására a 29. sz. Építőipari Tröszt Út- és Vasútépítő vállalata a Szobi Kőbánya Rt. iparvasútjából kiinduló, 760 mm-es nyomközű, 3,4 km hosszú szárnyvonalat tervezett a meglévő, de felhagyott alépítményen.  Az új felépítmény már 10,5 kg/fm-es sínekkel és 1,2 m hosszú telített talpfákkal készült, építése 1953-ban fejeződött be.  A vonalon kezdetben a Szolnoki Gazdasági Vasút biztosította a vasútüzemet, saját járműveivel.  Az 1960-as évek végén a bánya és az iparvasút már használaton kívül volt, a vasutat a 115.299/1970. sz. rendelet alapján megszüntették.  A szárnyvonal vágányait 1971-ben elbontották, de a Szob–Márianosztra közúton átvezető sínszálak a vonal felbontása után is még sok éven át láthatók voltak az aszfaltban.

### Államosítás és hanyatlás

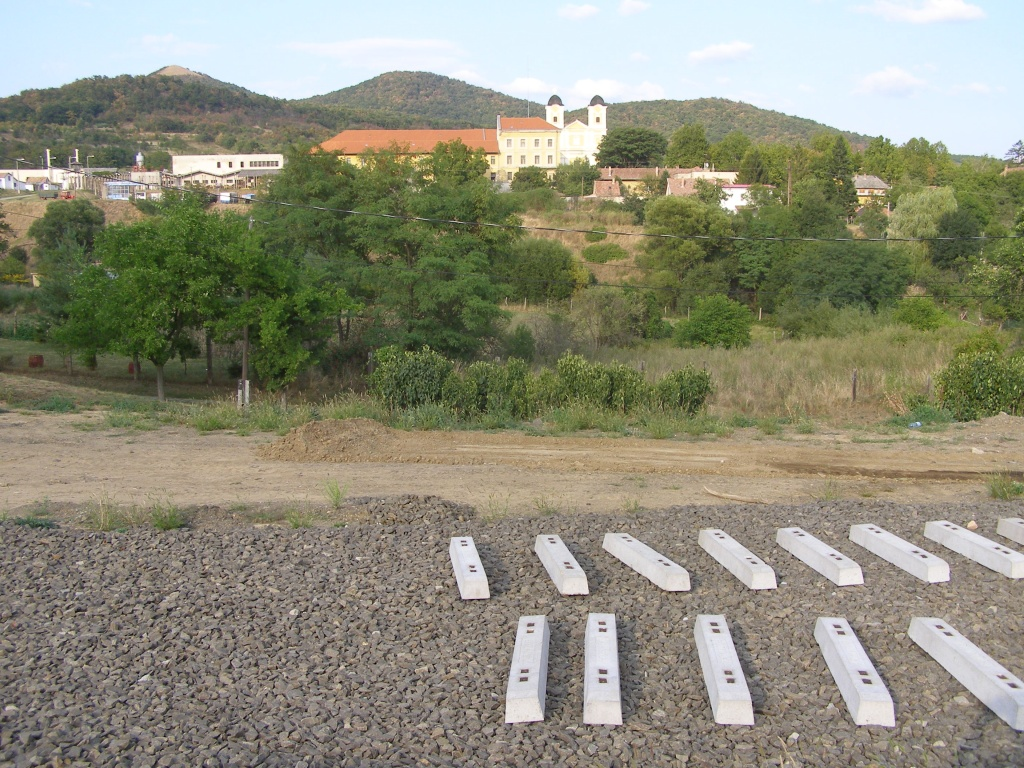
Az újjáépülő kisvasúti állomás Márianosztrán. Háttérben a templom és a börtön

A II. világháborút követően, a nagybirtokrendszer megszüntetésével az Esztergomi Főkáptalan Hercegprímási Uradalom birtokai is állami tulajdonná váltak.  Az erdőbirtokokat és az iparvasutat a Magyar Állami Erdőfelügyelőség balassagyarmati központja 1945. augusztus 9-én vette állami tulajdonba.  A Váci Állami Erdőgazdaság 1953-ban a börzsönyirtási erdei vasutat visszaépítette a felszedett Wolfner-féle pálya nyomvonalán Nagybörzsönyig, ahol javítóműhelyt, irodát és anyagraktárt is létesített, és ezzel jött létre a „transzbörzsönyi vasút” – bár akkor még nem nevezték így.  A szobi kőszállító vasút 1953. március 1-én a Gazdasági Vasutak Igazgatóságának kezelésébe került Szobi Gazdasági Vasút néven, a Győri Gazdasági Vasutak Szobi üzemfőnökségeként.  1954-ben Szob és Márianosztra között megindult a személyszállítás (a MÁV hivatalos menetrendkönyvének 354-es menetrendi mezejében meghirdetve) napi egy, majd 1956-tól hétvégén napi két, munkanapokon három vonatpárral.  A Nagybörzsönyig tervezett járathosszabbítás helyett azonban, kihasználatlanság miatt, a személyszállítást 1959-ben megszüntették.  Az oroszlányi GV 1964-es bezárását követően évtizedeken át a szobi volt az ország legnagyobb forgalmú gazdasági vasútja: évi 500 000 tonna követ szállított, emellett 1972-ig a nagybörzsönyi hálózaton kocsira rakott faszállítmányok is itt jutottak le szobra.
1969-ben beindul a Nagybörzsöny–Nagyirtás szakaszon a személyszállítás hétvégenként napi két vonatpárral, a MÁV hivatalos menetrendkönyvének 518-as menetrendi mezejében meghirdetve (amiben Nagyirtás végállomás ekkor Vízválasztó néven szerepel).  Az 1960-as évek végére a faáruszállítás visszaesett, a vasúthálózatból a Nagybörzsöny–Szob fővonal maradt csak használatban; a szárnyvonalakat sorra felbontották.  A „transzbörzsönyi vasutat” huszonegy évi üzemelés után egy baleset szakította ketté: 1974. december 6-án egy Nagybörzsöny felől tolt menetben közlekedő vonat négy, fával rakott kocsija Márianosztra határában, a „ferde” hídnál elégtelen megfékezés miatt megfutamodott, majd kisiklott és árokba borult.  1975-ben erre a balesetre hivatkozva, de valójában a teherforgalom visszaesése és a pálya rossz állapota miatt megszüntették a forgalmat Márianosztra és Nagyirtás között.  A 6,7 km hosszú Szobi GV a 318a vonalszámot kapta. Ebben az időben a kőbányába futó vonal kettős (harmadik sínszállal normál és a megmaradó keskeny) nyomtávra való átépítését is tervezték.
Az 1980-as években a szobi kisvasút teherszállítási forgalma fellendült (például 1984-ben 6 434 000 forint költséggel 11 831 403 forint bevételt termelt), a nagymarosi duzzasztómű építéséhez nagy tömegben szállított követ a Csák-hegyi kőbányából a szobi dunai rakodóig.  A nagymarosi építkezések megszűntével már csak a MÁV pályafelújításaihoz szállítottak követ, csökkenő mennyiségben.  1991. augusztus 1-én a Közép-Magyarországi Kőbánya Vállalatot az osztrák Hamberger-csoport vette meg; az új tulajdonos az osztályozót és a zúzót a bányához telepítette és 1992-ben áttért a teherautós szállításra, ezért a vasútüzem 1992. december 22-én leállt.  A hivatalosan időszakos üzemszünetnek nevezett leállás valójában a szobi iparvasút megszűnését jelentette.  A mozdonyok és a kocsik nagy részét 1994-ben elszállították a MÁV más kisvasútjaira; a többit 1996-ban szétvágták. A pályát ugyan nem szedték fel, de több helyen fémtolvajok rongálták meg, ellopták a síneket. Ugyanebben az évben a Nagybörzsöny–Nagyirtáspuszta szakaszon is megszűnt a forgalom; csak személyszállításból nem tudta eltartani magát a vasút.

### Újraindulás
A nagybörzsönyi, csúcsfordítós vonalvezetése miatt különleges szakasz újraindítására a leállítás után szinte azonnal mozgalom szerveződött.  A térség önkormányzatai 1996-tól tettek lépéseket a turisztikai célú helyreállítás érdekében, ekkor alakult meg a Szob–Nagybörzsönyi Kisvasútért Közalapítvány. A fordulópontot 1998. március 16. jelentette, amikor Nagybörzsöny önkormányzata egy forintért megvásárolta a Nagybörzsönyi Erdei Vasút tulajdonjogát az Ipoly Erdő Rt-től. A Tolmács-hegyi csúcsfordítót 1999-ben műszaki emlékké nyilvánították. A vasút felújítása a folyamatos pályázatírás sikerrel járása után, 2002 tavaszán kezdődött; felújították a hidakat (elsőként az 1999-es árvízben megrongálódott kisirtási hidakat), a pálya egy részét (talpfa- és síncserével), a járműállományt, és a munkák augusztusi lezárulta után ősszel át is adták a vonalszakaszt.
2006 nyarán megkezdődött a MÁV tulajdonú Szob–Márianosztra szakasz teljes rekonstrukciója is. A felújítás első részében új pályát építettek Márianosztra és Szob között; a vonalat a „GV telep”-től a szobi vasútállomásig meghosszabbították, 600 millió Ft-os EU-s forrásból. A szakasz „előmegnyitóját” 2007. november 16-án tartották meg. A járműállományra kiírt sikertelen közbeszerzési eljárások után 2008-ban a forgalom egy felújított L–60-as mozdonnyal és egy zárt személykocsival indulhatott meg. A mozdony hatósági vizsgáját 2008. február 12-én tartották Királyréten. Az elkészült vonalon a menetrend szerinti forgalom hosszas engedélyezési procedúra után 2009. július 18-án indult meg a Börzsöny Kisvasút Nonprofit Kft. üzemeltetésében. 2008. október 4-én a 100. évforduló tiszteletére Kisirtáson emléktáblát avattak.

### Összekötés
A kormány 2008. június 25-i ülésén a kiemelt fejlesztési projektek között nevesítette a Szob-Nagybörzsöny kisvasút felújításának II. ütemét. Ennek keretében elkészült volna a szobi és a nagybörzsönyi szakasz összekötése; a nagybörzsönyi hálózat és a szobi vontatási telep felújítása, valamint új, vagy felújított járművek beszerzésére is lehetőség nyílhatott volna. A fejlesztés akkor nem valósult meg.
2015 májusában kezdődött el a Márianosztra és Nagyirtáspuszta közötti 7 km-es szakasz építése 1,1 milliárd forintos beruházással, melyből 600 millió forintot európai uniós támogatás, 300 millió forintot a Vidékfejlesztési Minisztérium támogatása, a fennmaradó rész az erdőgazdaság saját forrása fedezett. A Márianosztra-Nagyirtáspuszta közötti szakaszon mintegy kétszáz méter hosszan sérült volt a töltés, ezt helyre kellett állítani; a földműveket megerősítették, megépítették a vízelvezető műtárgyakat, és új kőágyazaton új sínpárt fektettek. A pálya műszaki átadása 2015 novemberében volt, a márianosztrai és nagyirtáspusztai kiszolgáló épületek 2016 májusára készültek el. Május 21-én indult meg az utasforgalmi próbaüzem az új szakaszon, a hivatalos átadására június 2-án-án került sor.

## Pálya

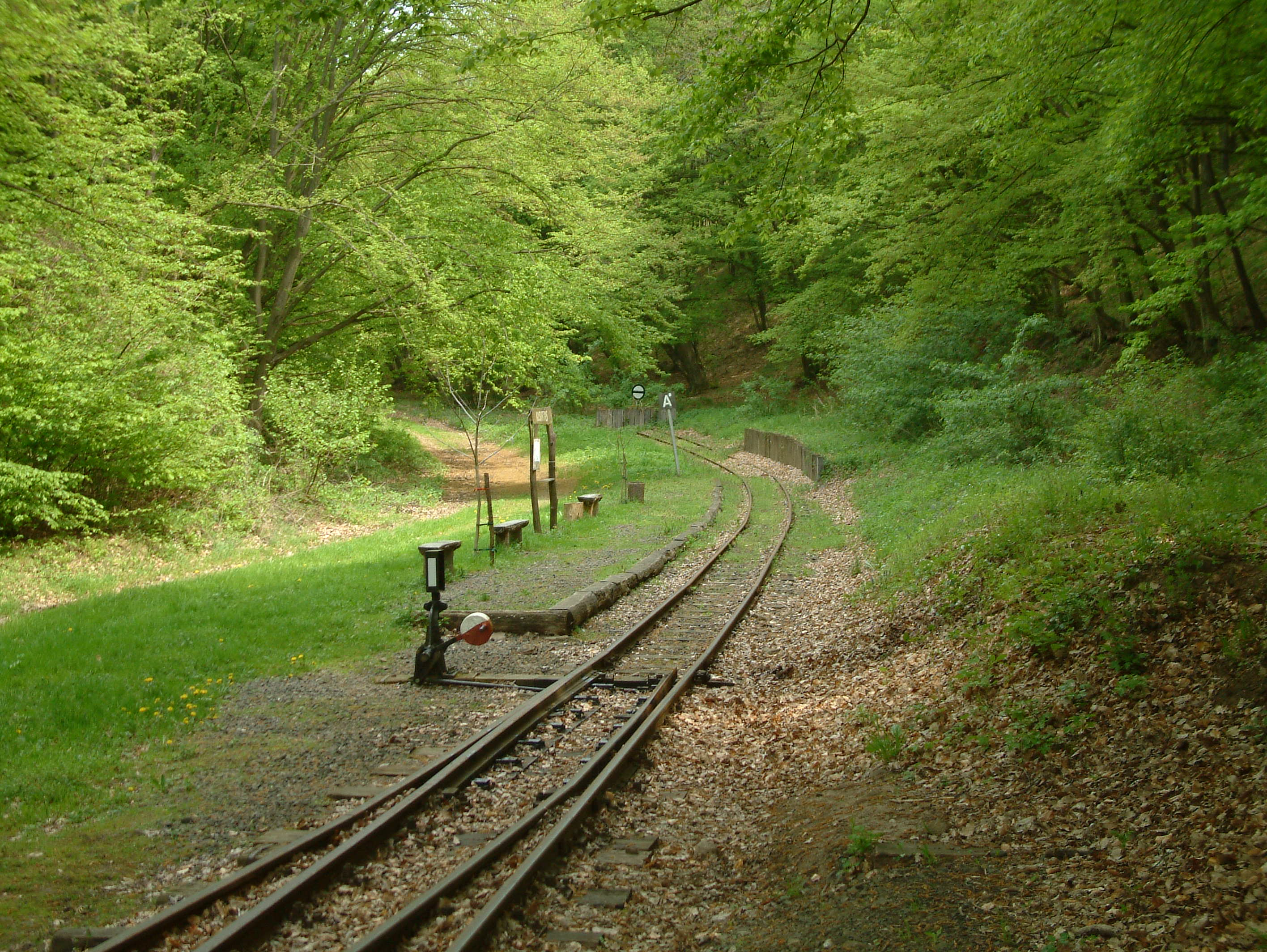
Kisirtás állomás

Az egyvágányú, nem villamosított, 760 mm nyomtávú vasút üzemelő Nagybörzsöny–Nagyirtás–Márianosztra–Szob szakasza 20,8 km hosszú.
Hegyvidéki vonalvezetése különleges műszaki megoldásokat igényelt: Nagyirtás és a Bezina-völgy között hajtűkanyarokkal, a Tolmács-hegy oldalában csúcsfordító-pár építésével küzdötték le a szintkülönbségeket. Utóbbinak köszönhetően a vonal Kisirtás–Nagyirtás szakasza ipartörténeti műemlék, Magyarország egyetlen megmaradt csúcsfordítós üzemű vasútvonala.

## Forgalom
A korábban felújított Szob–Márianosztra és a Nagyirtás–Nagybörzsöny szakasz önkormányzati tulajdon, a 2016-ban újjáépített középső szakasz az Ipoly Erdő Zrt. tulajdona. A két korábbi vonalszakaszt felújító önkormányzatok az évek során kialakították saját működtetési formáikat és az egyes szakaszok speciális adottságaihoz igazodó járműparkot, így ma Szob–Márianosztra és a Márianosztra–Nagybörzsöny szakasznak külön üzemeltetője van: a szobi és márianosztrai önkormányzatok tulajdonában álló Börzsöny Kisvasút NKFt. és a Nagybörzsöny, Erdei Kisvasút NKFt.
Menetrend szerint március 15. és november első hétvégéje között, szabad- és munkaszüneti napokon, illetve a nyári időszakban péntektől vasárnapig közlekedik. A teljes vonalon való végigutazáshoz egyszer át kell szállni; az utazást a menetrendek összehangolásával segítik.

## Járművek

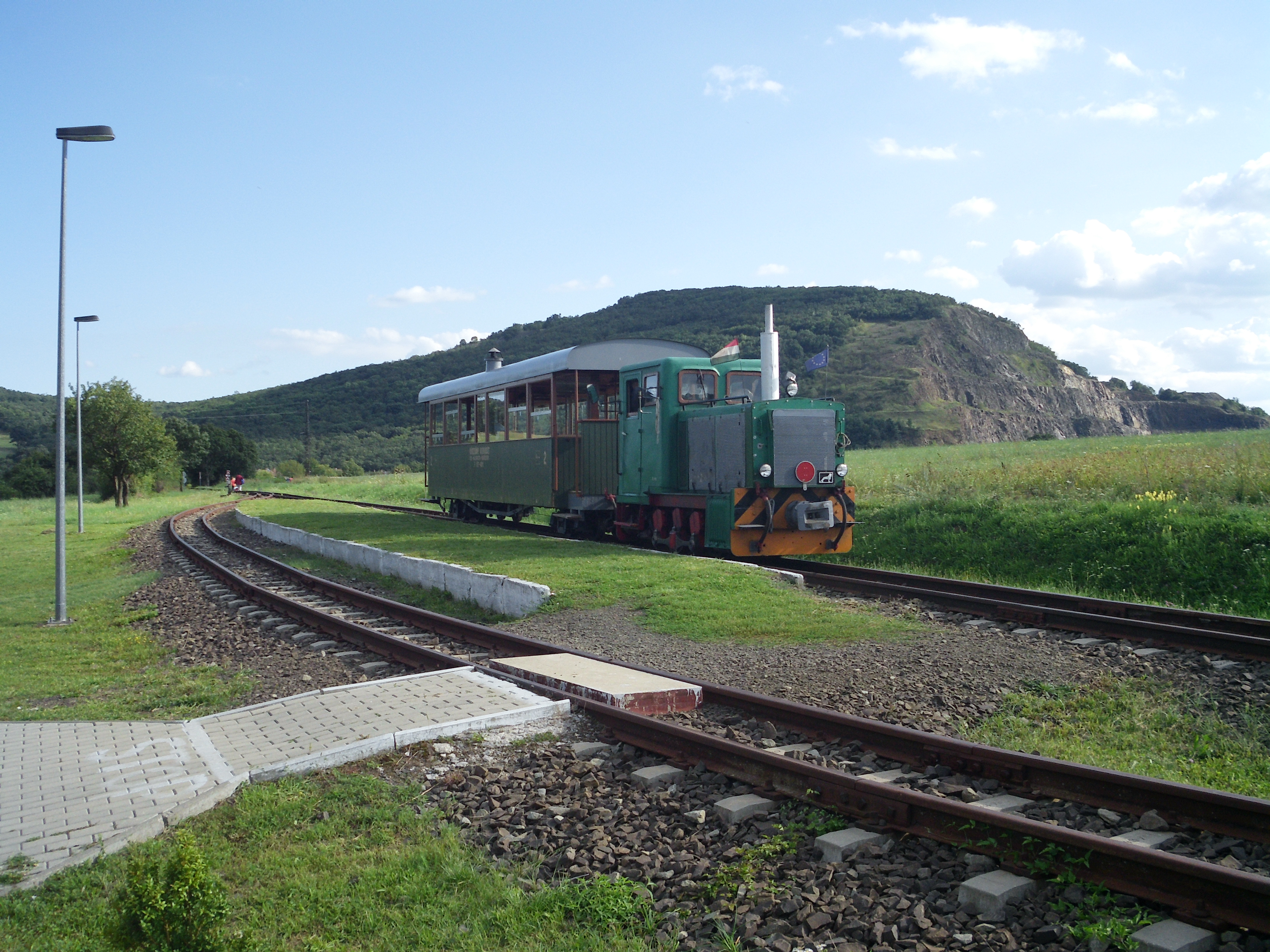
Egy L-60-as mozdony és személykocsija Márianosztra állomáson

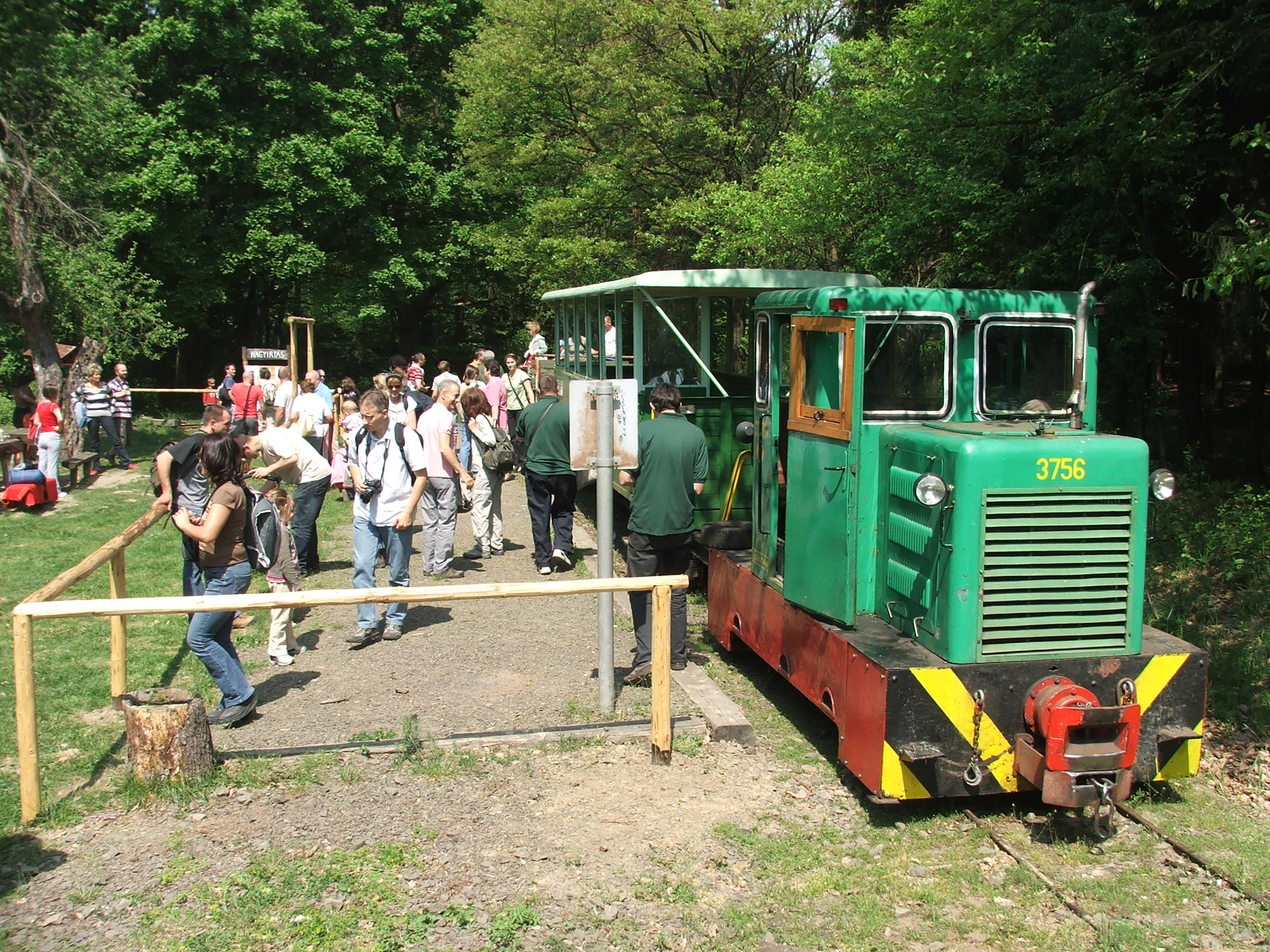
C–50 típusú dízelmozdony. Ez a jármű eredetileg GV 3756 pályaszámon közlekedett Kapuváron és Szobon

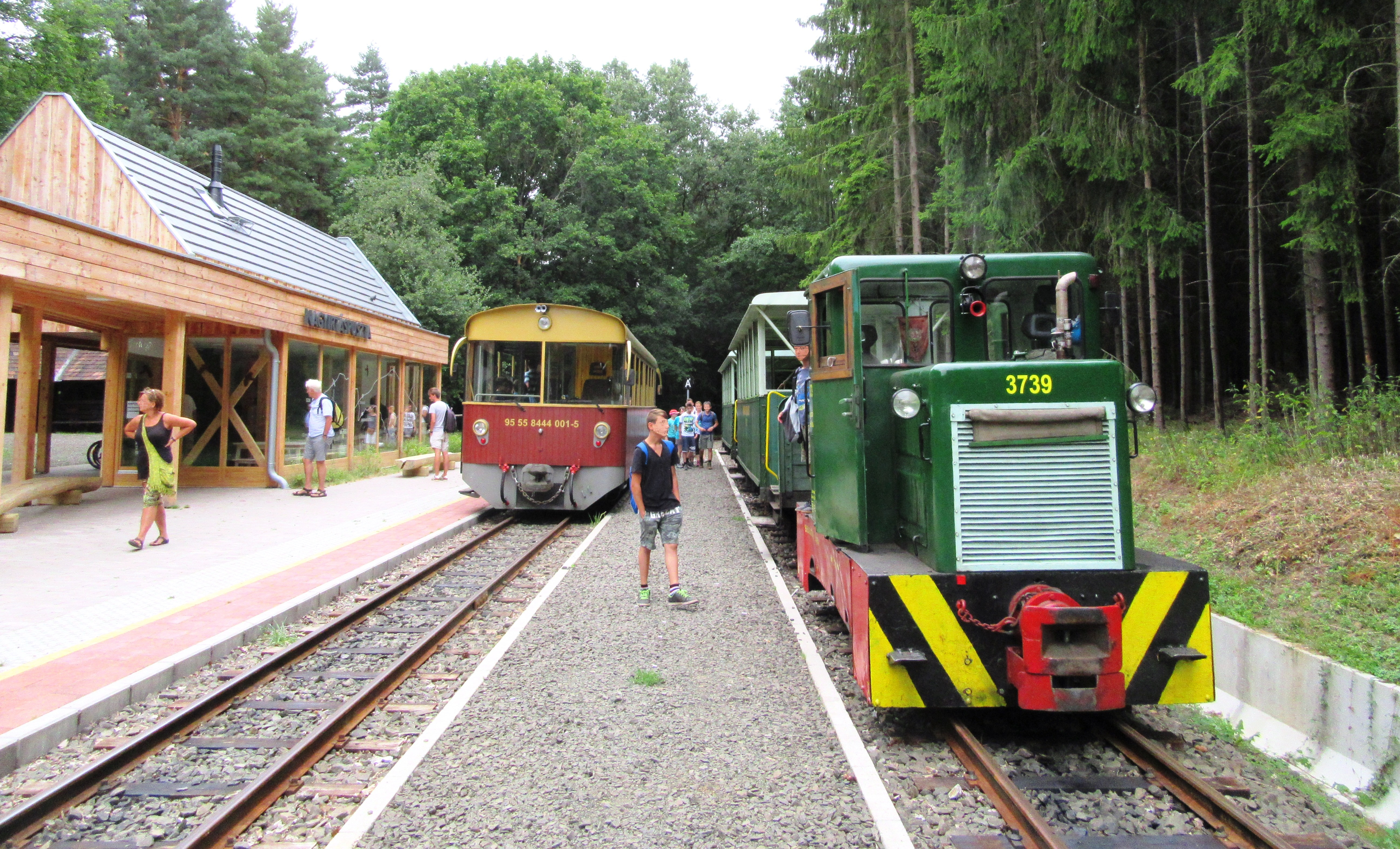
Motorkocsi és C-50 dízelmozdony Nagyirtáspuszta megállónál

### Jelenlegi járműállomány
2016-ban – a két, korábban különálló szakasz összekötése után – mindhárom szakasz külön járműállománnyal működik.

#### Szob–Márianosztra
Mozdonyok:
- D 04-601 pályaszámú L–60 típusú dízelmozdony,[2][15] az újraindulás első mozdonya (2008-tól)
- MD40-001 psz. MD–40 típusú dízelmozdony[22]
- 2601 psz. BNE–50 típusú dízel-elektromos mozdony (ez a megoldás a hazai kisvasutakon ritkaságszámba megy; beceneve „Bömbi”)[22]
- 3737 psz. C-50 típusú dízelmozdony

Személykocsik:
- F07-401 zárt személykocsi (2008-tól;[2] Jah teherkocsi alvázra épült Királyréten[15])
- NY07-406 nyitott személykocsi (Jah teherkocsi alvázra épült Királyréten[15])
- 6012 UV pótkocsi (760 mm-es nyomtávra átalakítva)

#### Márianosztra–Nagyirtás
Mozdonyok:

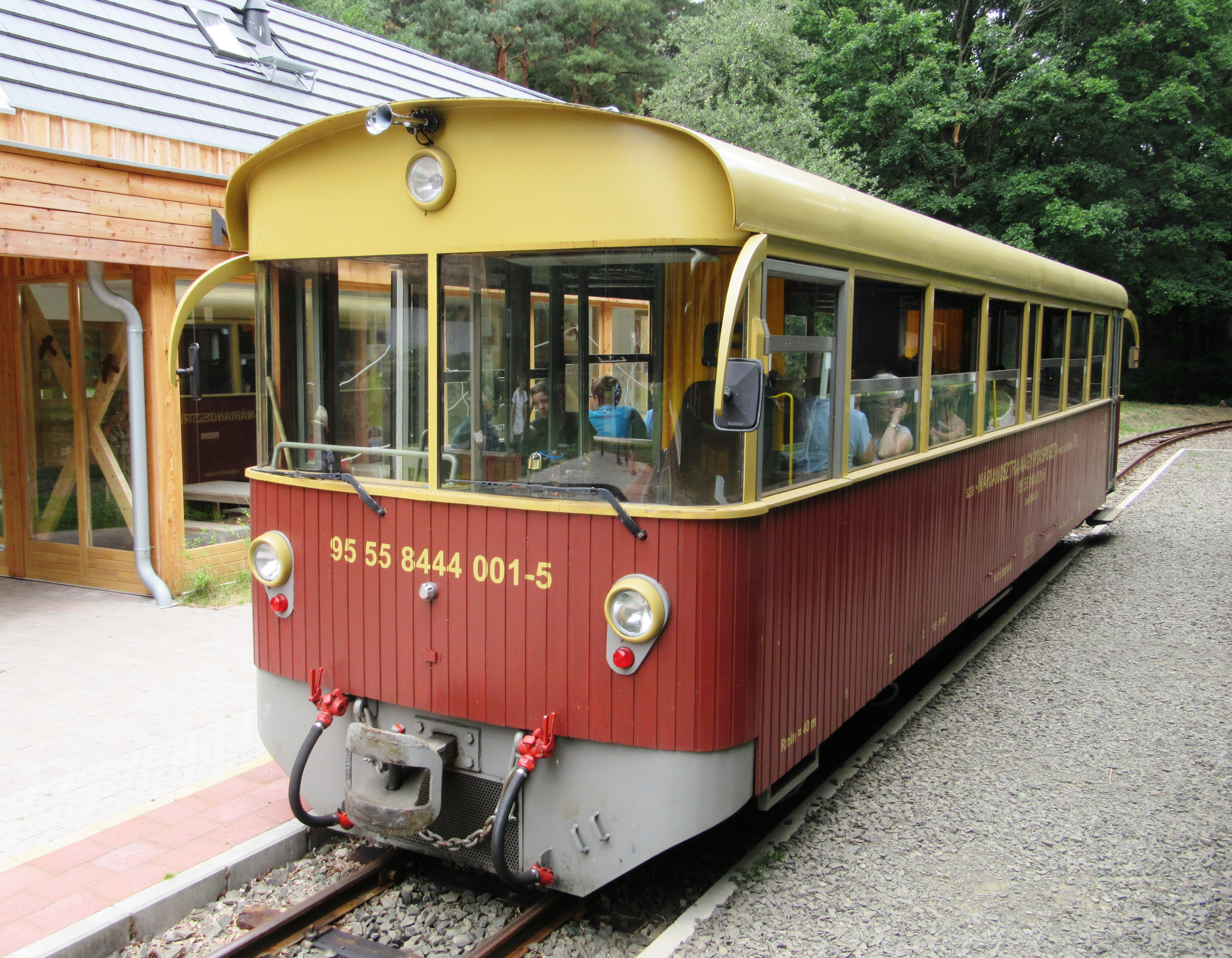
Motorkocsi Nagyirtáspusztán

- Az üzem első két hónapjában a nagybörzsönyi szakasz 3756 psz. C-50-es mozdonya látta el a vontatási feladatokat.

Motorkocsik:
- Az M06-401 mintájára, Jah-teherkocsi alapjaira épített dízel motorkocsi (építve Királyréten 2016-ban)[18][23]

Személykocsik:
- Jah-teherkocsi alapjaira épített személykocsi (átépítve Királyréten 2016-ban)[18]

#### Nagyirtás–Nagybörzsöny
Mozdonyok:
- GV 3739 psz. C–50 típusú dízelmozdony (gyártó: MÁV Északi Főműhely, 1954; eredeti psz. 1956-ig GV 339; királyréti ipari száma E 03-069),[24] Királyrétről érkezett Nagybörzsönybe 1989-ben
- GV 3756 psz. C–50 típusú dízelmozdony (gyártó: MÁV Északi Főműhely, 1955; eredeti psz. 1956-ig GV 356),[24] szobi selejtezési és Nagybörzsönybe állomásítási adatai tisztázatlanok

Személykocsik:
- Ba 001 és Ba 002 (Gyártva Királyréten teherkocsiból házilag 1954-ben.[24] Királyrétről kerültek Nagybörzsönybe feltehetően az 1970-es évek végén, ahol pályaszámuk rendre 12 és 15 volt.)
- több kisebb nyitott személyszállító kocsi; gyártva teherkocsiból házilag[24]
- nyitott kerékpárszállító kocsi
- vadászkocsi (zárt személykocsi; néhány évig a Közlekedési Múzeumban volt kiállítva)[24]
- 5555-2829-700-8 psz. zárt személykocsi, Jah teherkocsi alvázára Királyréten építve (műszakilag megegyezik a Szob-Márianosztra és a Márianosztra-Nagyirtás szakasz hasonló zárt kocsijaival)

### Korábbi járműállomány

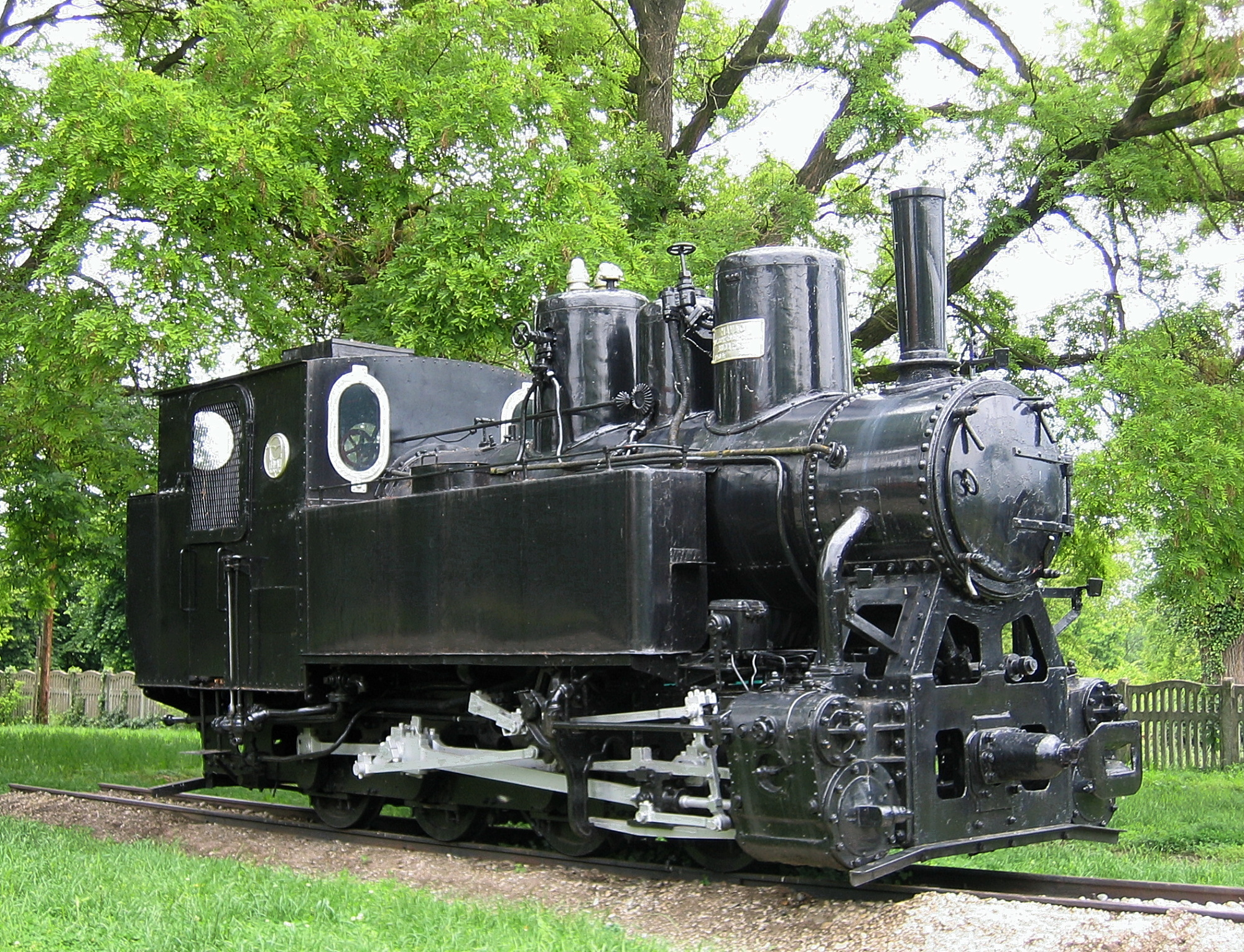
490 057 a Nagycenki Széchenyi Múzeumvasút múzeumában

#### Szobi GV
A szobi kőszállító vasúton az üzemet kezdetben két gőzmozdony és hatvan kéttengelyes nyitott teherkocsi szolgálta. 1962-re a szobin kívül már csak két – szintén bányaüzemet kiszolgáló – gazdasági vasúton maradt meg a gőzvontatás. 1962–1963-ban régi gőzösöket lecserélték; ekkor az üzem gerincét a békéscsabai és sárospataki hálózatról származó 490-es sorozatú gőzmozdonyok vették át, de hamarosan üzembe állítottak C–50-es dízelmozdonyokat is, melyeket eleinte párban használtak. Itt a teljesítményigény miatt 1981-ig megmaradt a gőzvontatás; ekkor a gőzmozdonyokat és a C–50-eseket a Hegyközi Kisvasútról származó Mk48-as dízelmozdonyokkal váltották fel. Az 1992 végi üzemszünet után a megmaradt járművek 1994-ben kerültek el a vonalról. A kocsik részben Kecskemétre és Nyíregyházára, nagyobbrészt az istvántelki járműjavítóban tárolásra kerültek; utóbbiak egy részét később az 1992-ben múzeumvasútként újrainduló Feketegarami Erdei Vasút (ČHŽ) részére megvásárolták, a többit szétvágták.
Gőzmozdonyok:
- Szob 1 és Szob 2 pályaszámú 399 sorozatú gőzmozdonyok (MÁVAG gyártmány, 78.01 szerkezetszám; 1912-től 1962-1963-ig)[2][25]
- 394,024,[26] 394,055, 394,064[26] (köztük 1914-től a Szob 3 pályaszámú, MÁVAG gyártmányú, 107.02 szerkezetszámú és 1924-től a Szob 4 pályaszámú, MÁVAG gyártmányú, 106.03 szerkezetszámú mozdony; 1962-1963-ig)[2][25]
- 357,404 psz. gőzmozdony (korábban Villám pályaszámú, MÁVAG gyártmányú, 106 szerkezetszámú mozdony)[26][27]
- 490,039, 053, 056, 057, 058 psz. 490 sorozatú gőzmozdonyok (az 1960-as évek elején a békéscsabai és sárospataki hálózatról átirányítva; a 039 1972 körül Hűvösvölgy állomáson kiállítva, a többi négy 1981-ig szolgált Szobon. Ekkor a 057 a Nagycenki Széchenyi Múzeumvasút skanzenjébe, a 058 az ópusztaszeri emlékparkba került, ahol ma is látható elhanyagolt állapotban; a 053 és a 056 fűtőgépként Szobon maradt. Később ezek 1983-ban Kecskemétre, illetve 1968-ban Balatonfenyvesre kerültek; utóbbi 2000-től a Gyermekvasúton szolgál.)[2][12][26][28]
- 496 sorozatú KV4 típusú gőzmozdonyok (a megszűnt Hirdi GV-ról átirányítva)[12]

Dízelmozdonyok:
- GV 3702, 3703, 3727, 3737, 3757 és 3788 psz.[15][26] C–50 típusú dízelmozdonyok (1960-as évektől 1981-ig; az 1990-es évek elején a 3 db megmaradt C–50-esből 2 db – GV 3703 és 3788 – a Gyermekvasútra került, a GV 3757 az istvántelki járműjavítóba került tárolásra. A GV 3737 Szlovákiába, majd Csehországba került, végül visszatért Nagybörzsönybe, később Szobra, és 2009-ben sikeres hatósági vizsgát tett.)[2][15]
- Mk48 típusú dízelmozdonyok (rövid ideig az 1960-as évek elején)[12]
- 2020, 2022, 2023, 2024, 2029 psz. Mk48 típusú dízelmozdonyok (1980-tól 1994-ig; mind az 5 db a Hegyközi Kisvasútról érkezett Sárospatakról; Kecskemétre és Nyíregyházára kerültek)[2][15]

Teherkocsik:
- 60 db Luczenbacher kéttengelyes, fa szekrényű nyitott teherkocsi (becenevén „babakocsi”; 1960-as évekig)[2][26]
- Uba négytengelyes, billenthető kőszállító (1960-as évektől)[2][26]

#### Nagybörzsönyi EV
Nagybörzsönyben 1925-ben állt munkába az első gőzös (előtte lóvontatással működött). Az 1950-es évek elején a gőzmozdonyokat dízelmozdonyokkal váltották fel.

## Turizmus
A Börzsöny és az Ipoly völgye számos túraútvonalat és látnivalót kínál. További nevezetességek és látnivalók a vasút környékén:
- Márianosztra: kegytemplom, kálvária
- Tolmács-hegyi csúcsfordító – 2000 óta ipartörténeti műemlék
- Nagybörzsöny: Szent István-templom, Bányásztemplom, vízimalom

## Galéria

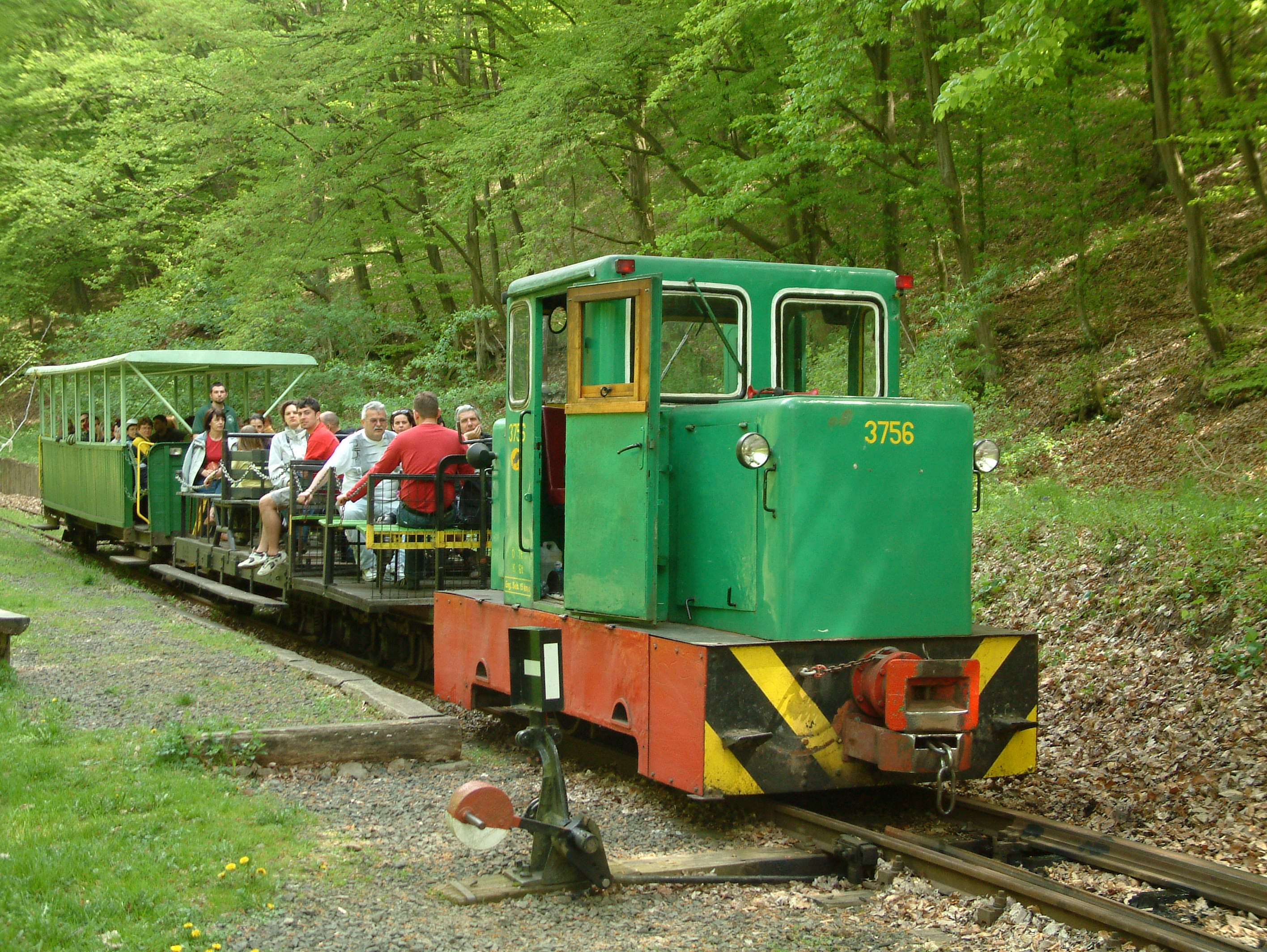
Kisirtás állomás
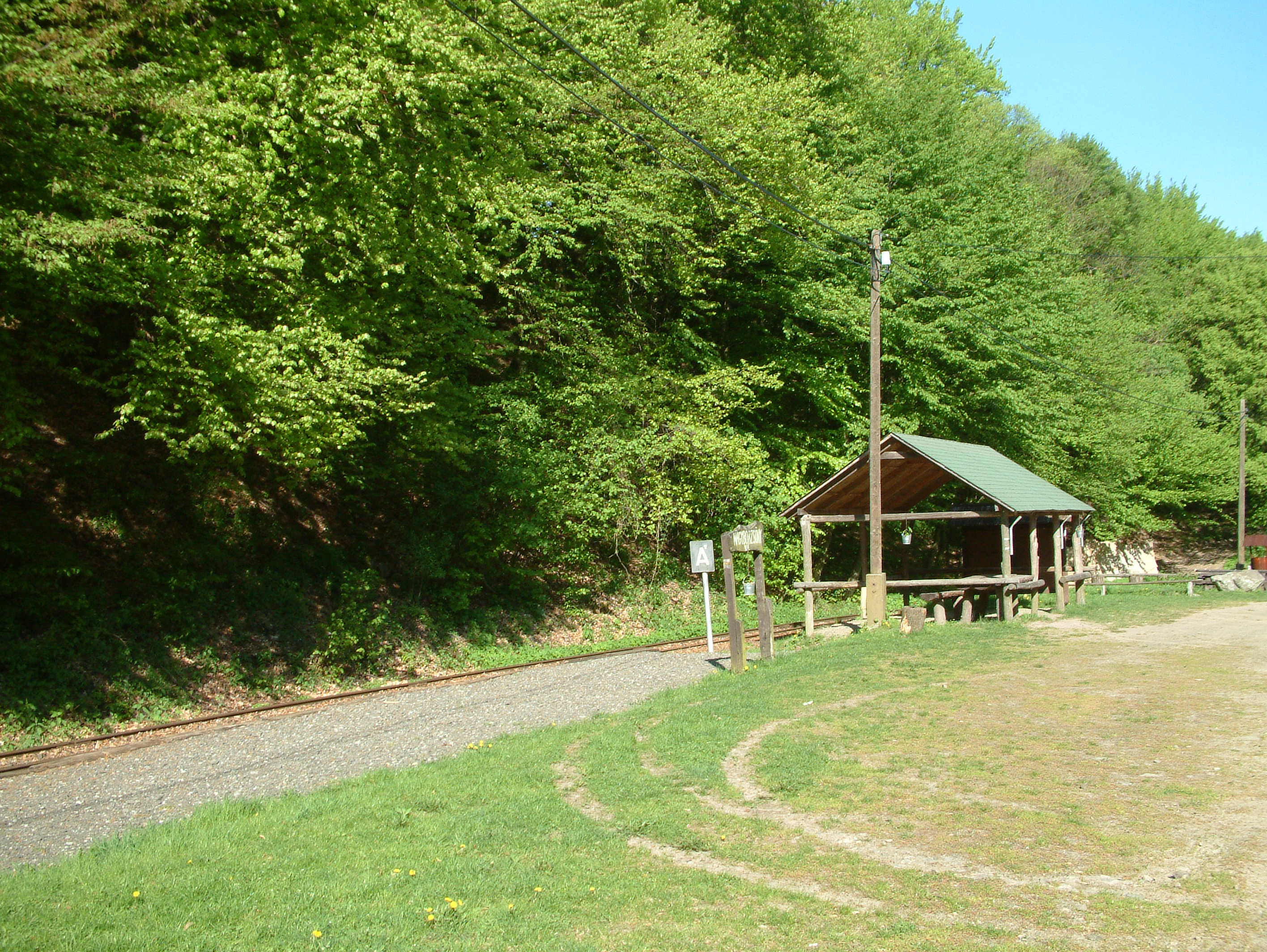
Nagybörzsöny állomás
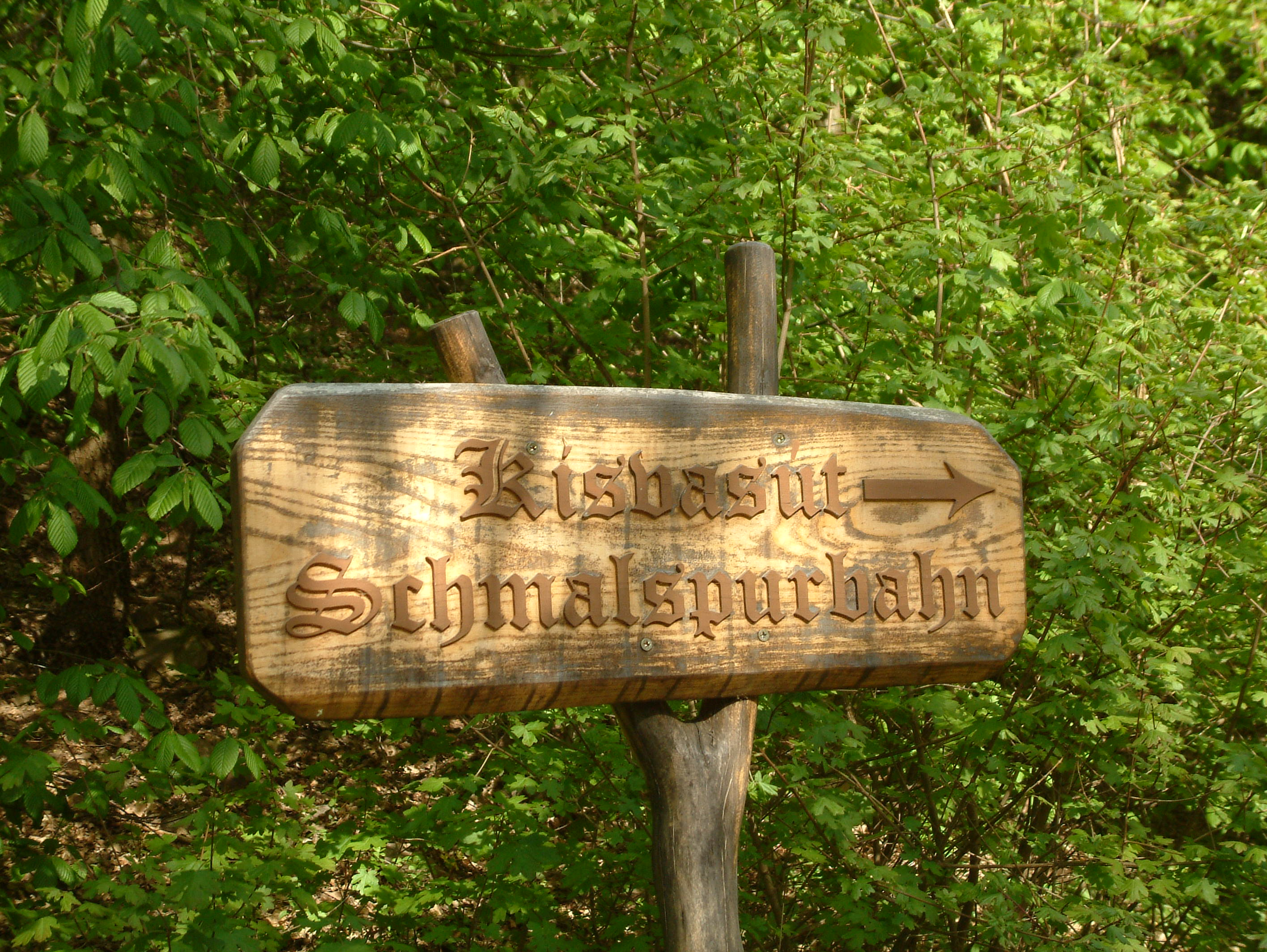
Nagybörzsöny állomás felé mutató magyar- és német nyelvű tábla
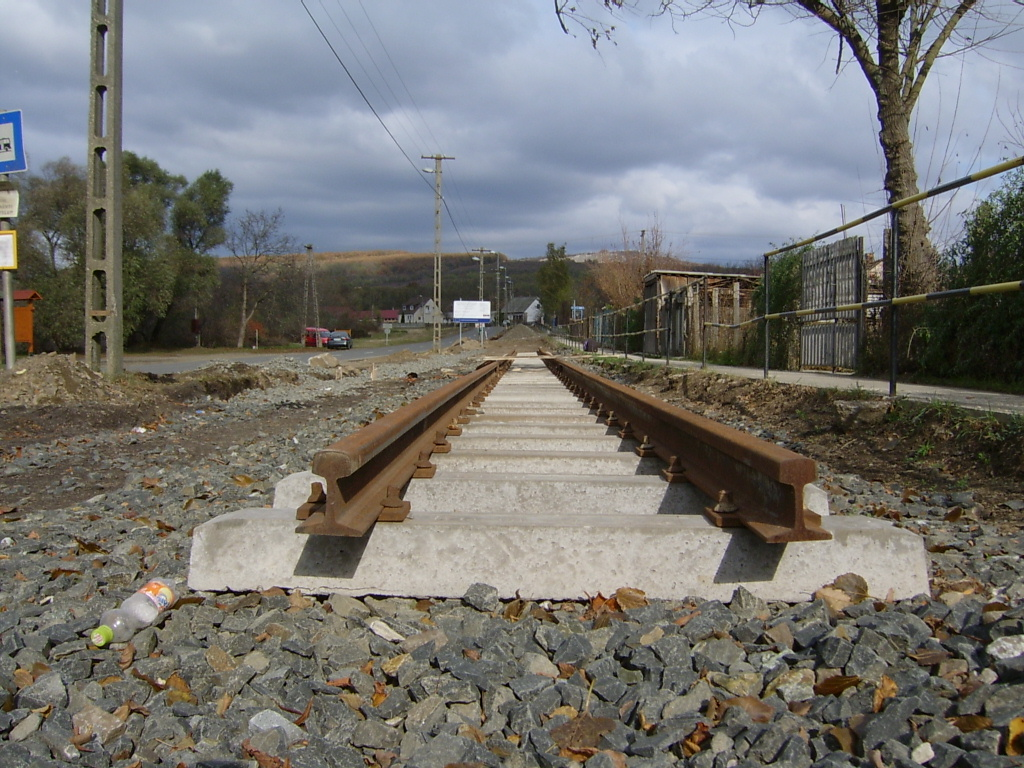
Az újjáépülő kisvasúti pálya Szobon
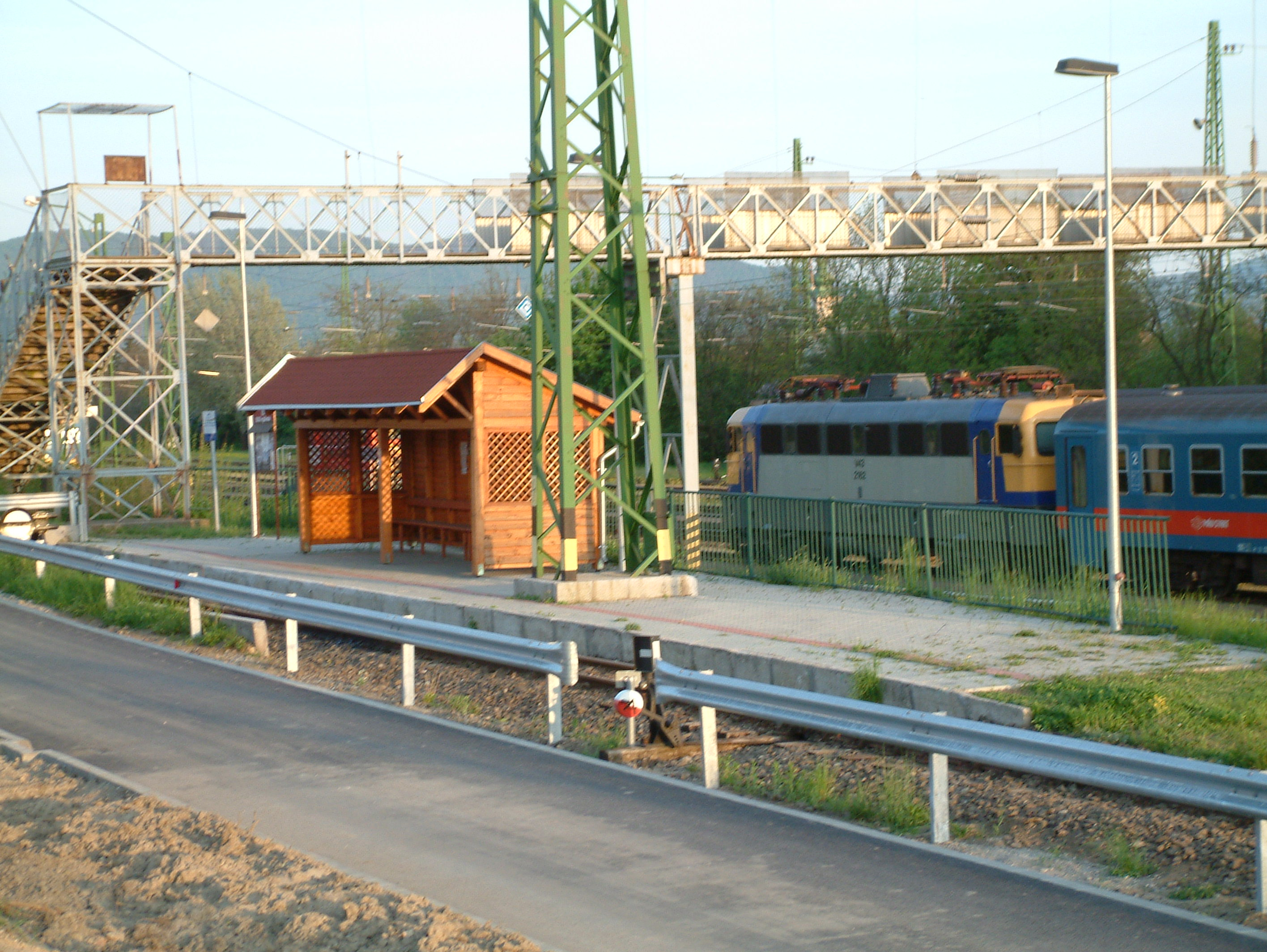
Szob állomás
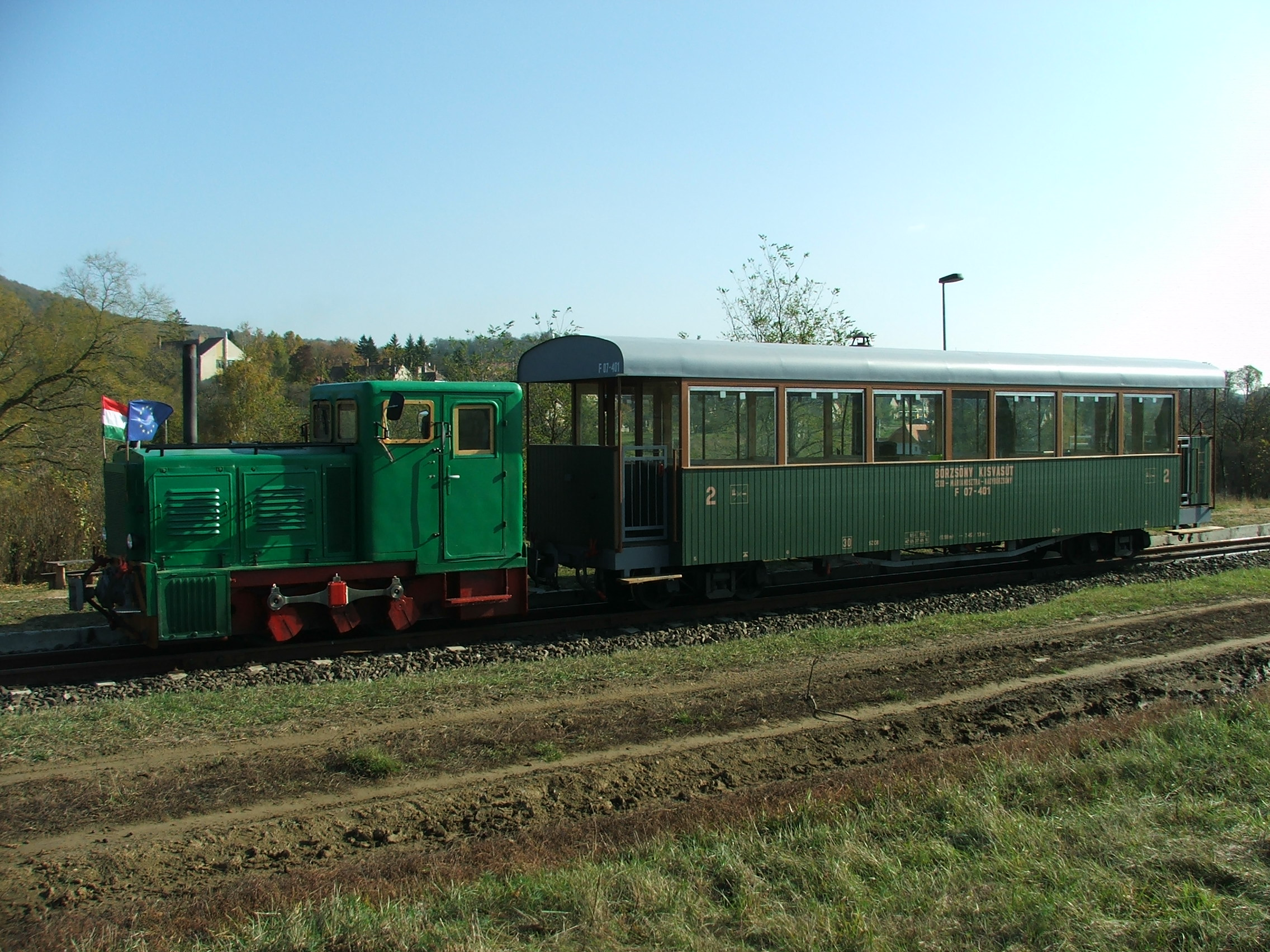
L-60 vontatta kisvasúti szerelvény Márianosztrán